# 理财规划师
理财规划师、个人理财规划师或財務顧問是指从事理财顾问的人，他们从事全方位的个人理财服务，为客户提供投资、保险、税务、退休和遗产规划等方面的建议。